# 東京消防庁第一消防方面本部
東京消防庁第一消防方面本部（とうきょうしょうぼうちょうだいいちしょうぼうほうめんほんぶ）は、東京消防庁の内局で、東京都の千代田区、中央区、及び港区の消防業務を担当する消防方面本部である。

## 沿革と所在地
- 1948年（昭和23年）6月、第一消防地区隊本部が本庁警防部内に設置される。
- 同年9月、赤坂消防署庁舎（港区赤坂青山南町）内に移転。
- 1953年（昭和28年）に第一消防方面本部と改められ港区三田2-6-2の旧田中長兵衛邸へ移転。
- 1988年（昭和63年）12月、千代田区麹町1-12の東京消防庁麹町同号庁舎へ移転。

## 管轄消防署
第一消防方面本部には10の消防署と18の出張所がある。また管内には2つの特別救助隊、2つの水難救助隊、1つの化学機動中隊、1つの消防活動二輪車隊、9つの舟艇隊が配備されている。

### 丸の内消防署
- 所在地 千代田区大手町一丁目3番5号

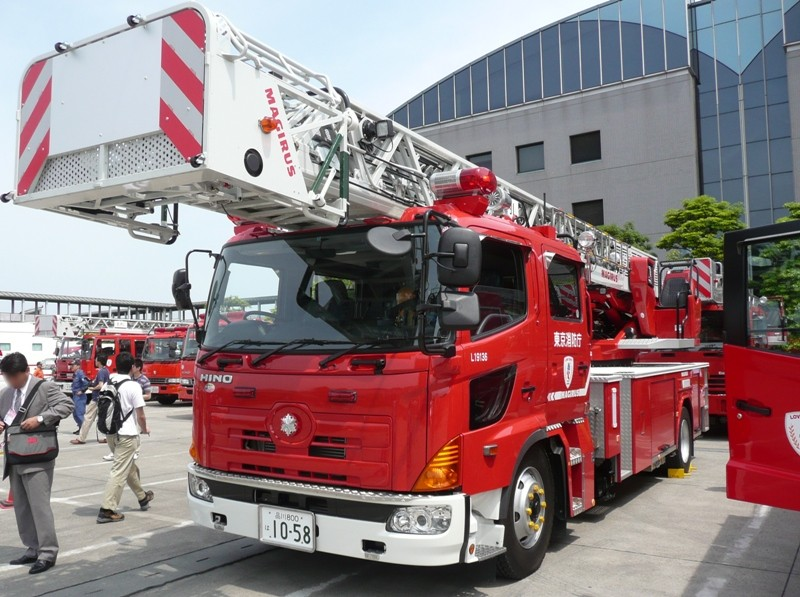
丸の内消防署のはしご車

- 管轄地 大手町一・二丁目/丸の内一 - 三丁目/千代田/皇居外苑
- 沿革
  - 1923年（大正12年）11月1日 - 麹町永楽町1-1に、「第一消防署丸ノ内派出所」として創設。
  - 1924年（大正13年）2月 - 「警視庁消防部丸ノ内派出所」となる。
  - 1924年（大正13年）9月30日 - 「第一消防署丸ノ内消防分署」と改名昇格し麹町区丸ノ内一丁目4番地に移転。
  - 1926年（大正15年）7月2日 - 「丸之内消防署」と改名昇格。
  - 1929年（昭和4年）12月24日 - 「宝田出張所」を警視庁本部庁舎内に設置。
  - 1935年（昭和10年）5月14日 - 「丸ノ内消防署」と改称。
  - 1935年（昭和10年）8月10日 - 麹町区大手町一丁目8番地に移転。
  - 1936年（昭和11年）1月20日 - 第一救急隊発足。
  - 1939年（昭和14年）4月1日 - 丸ノ内警防団の設立。
  - 1940年（昭和15年）3月10日 - 有楽町警備派出所が有楽町消防派出所として昇格。
  - 1942年（昭和17年）1月20日 - 八重洲臨時消防派出所の開設。
  - 1942年（昭和17年）11月1日 - 皇居の消防警戒のために、特別消防隊が発足。
  - 1943年（昭和18年）1月1日 - 内幸町消防派出所を開設。
  - 1944年（昭和19年）1月1日 - 麹町区丸ノ内三丁目1番地、都庁舎敷地内に、都庁派出所を増設。
  - 1944年（昭和19年）1月1日 - 有楽町、内幸町の各派出所が消防出張所に昇格。
  - 1945年（昭和20年）9月 - 昭和消防出張所、接収により廃止。
  - 1945年（昭和20年）9月 - 特別消防隊が廃止
  - 1947年（昭和22年）10月20日 - 八重洲出張所が閉鎖。
  - 1947年（昭和22年）10月20日 - 都庁出張所が接収解除となり、特別消防班として再会
  - 1948年（昭和23年）3月7日 - 警視庁丸ノ内消防署から「東京消防本部丸ノ内消防署」となる
  - 1948年（昭和23年）5月 - 東京消防本部丸ノ内消防署から「東京消防庁丸ノ内消防署」となる
  - 1948年（昭和23年）9月1日 - 有楽町出張所は京橋消防署の下へ、特別消防班は本庁外事課へ、神田出張所、鍛冶町出張所、駿河台出張所、九段出張所は、丸ノ内消防署の下に移管した。
  - 1949年（昭和24年）8月23日 - 丸ノ内消防団発足
  - 1951年（昭和26年）3月1日 - 「丸の内消防署」に改称。有楽町出張所が丸の内消防署の管轄に、神田、鍛冶町、駿河台の出張所は神田消防署の独立に伴って丸の内消防署から分離、九段出張所は麹町消防署へ移管した。
  - 1967年（昭和42年）7月10日 - 千代田区大手町一丁目8番地に移転
  - 1976年（昭和51年）4月20日 - 本部庁舎に合築され、現在地（千代田区大手町一丁目3番5号）に移転。

#### 有楽町出張所
- 所在地 千代田区有楽町1-9-2
- 管轄地 有楽町1・2丁目/内幸町1・2丁目/霞が関1丁目/日比谷公園
- 沿革
  - 1940年（昭和15年）3月10日 - 有楽町警備派出所が有楽町消防派出所として昇格
  - 1944年（昭和19年）1月1日 - 有楽町派出所が有楽町消防出張所に昇格
  - 1948年（昭和23年）9月1日 - 京橋消防署の管轄になる。
  - 1951年（昭和26年）3月1日 - 丸の内消防署の管轄なる。
  - 1974年（昭和49年）9月10日 - 現在の庁舎にて業務開始

### 麹町消防署
- 所在地 千代田区麹町1-12

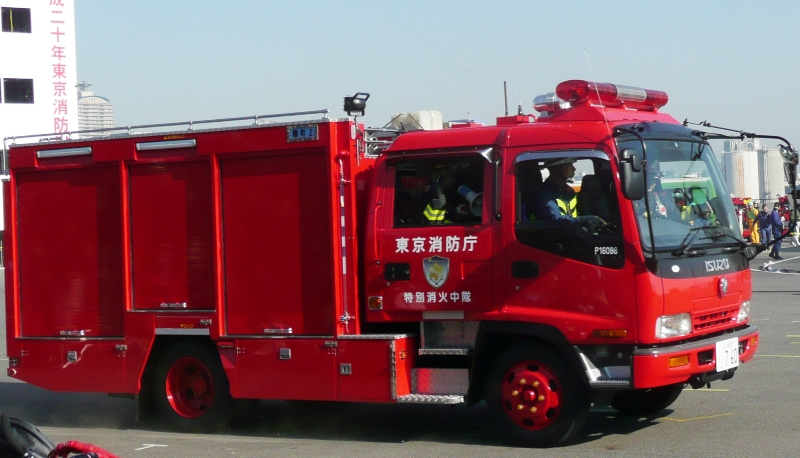
麹町消防署のポンプ車

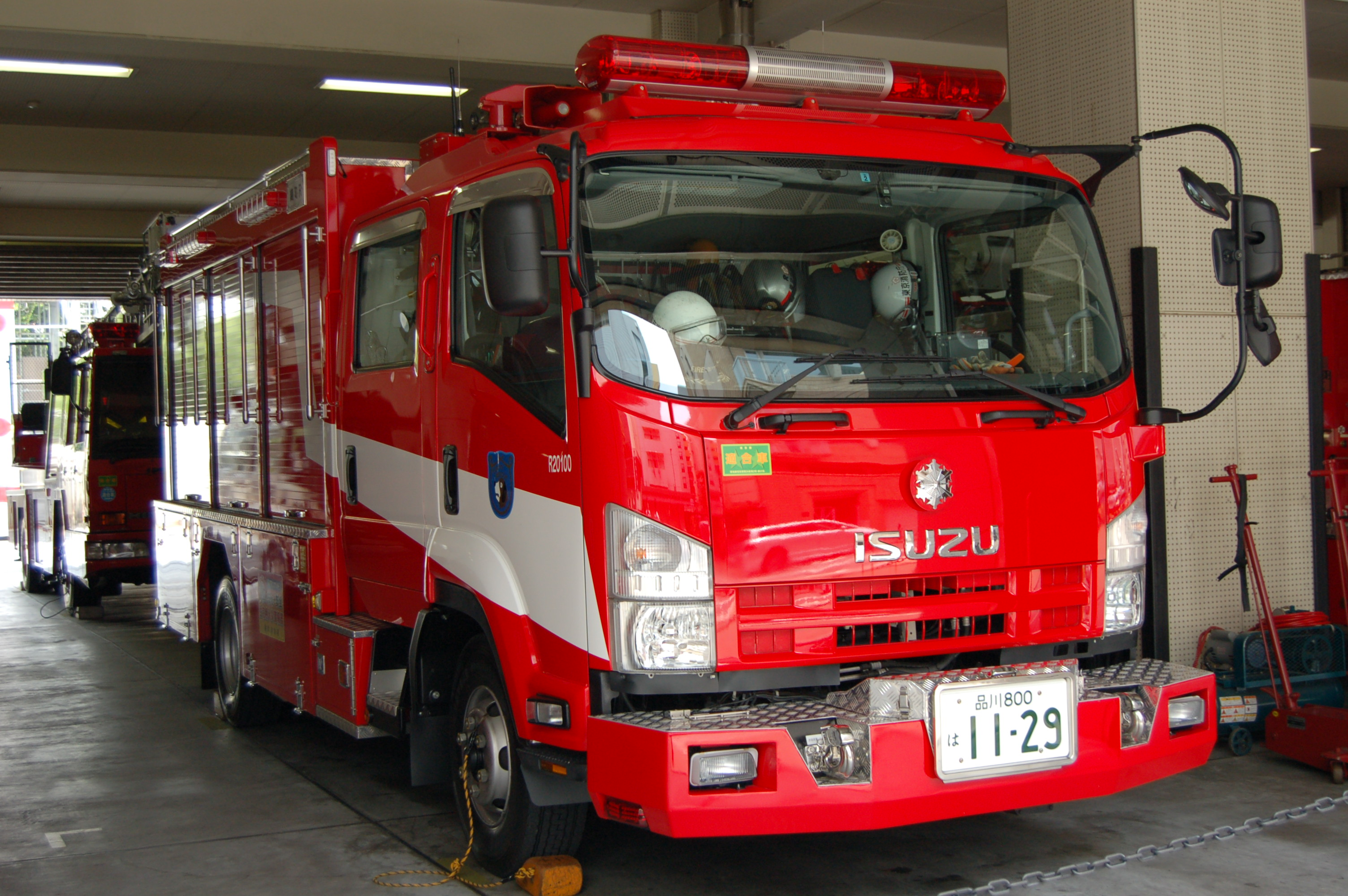
永田町特別救助隊の救助車

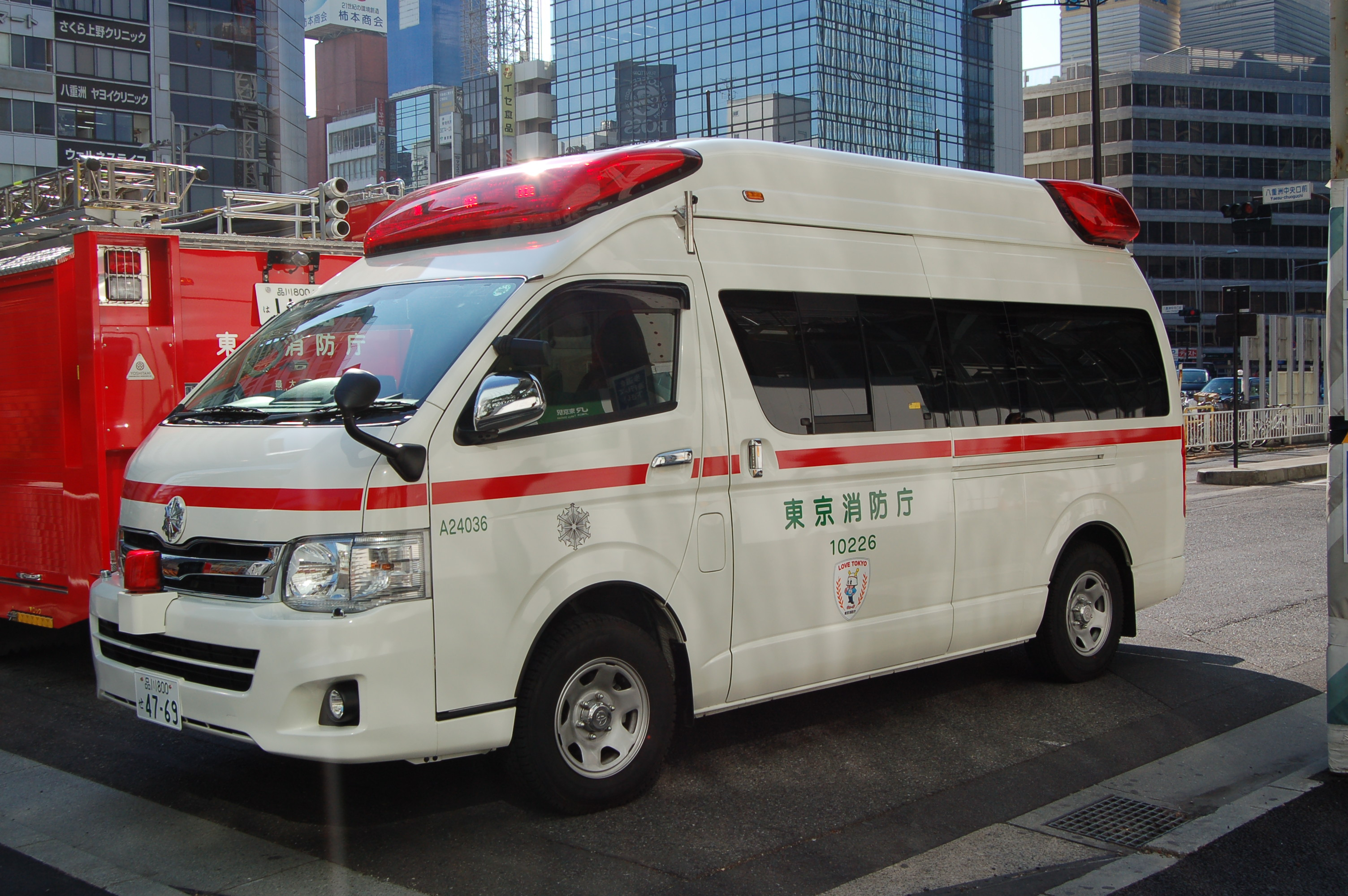
永田町救急の救急車

- 管轄地 麹町1・2・3・4・5・6六丁目、一番町、二番町、三番町、四番町、五番町、六番町、飯田橋1・2丁目、富士見1・2丁目、九段北1・2・3・4丁目、九段南1・2・3・4丁目、一ツ橋1丁目、北の丸公園
- 沿革
  - 1881年（明治14年）6月1日 - 警視庁消防部第三分署として開署。
  - 1888年（明治21年）3月14日 - 麹町派出所が開所。
  - 1905年（明治38年）4月1日 - 第三分署から第三消防署に改称。
  - 1912年（明治45年）6月22日 - 麹町派出所が第三消防署九段出張所となる。
  - 1925年（大正14年）7月1日 - 第三消防署が麹町消防署に改称。
  - 1942年（昭和17年）10月29日 - 永田町出張所を新設。
  - 1942年（昭和17年）10月29日 - 麹町消防団を創設。
  - 1948年（昭和23年）3月7日 - 警視庁消防部麹町消防署から東京消防本部麹町消防署となる。
  - 1951年（昭和26年）3月1日 - 九段出張所が丸の内消防署から移管されてくる。
  - 1969年（昭和44年）9月15日 - 永田町出張所に東京消防庁初の特別救助隊が発隊。
  - 1991年（平成3年）12月15日 - 麹町消防署が現所在地に移転。

#### 永田町出張所
- 所在地 千代田区永田町1-8-3
- 管轄地 隼町、紀尾井町、平河町1・2丁目、永田町1・2丁目、霞が関2・3丁目
- 沿革
  - 1942年（昭和17年）10月29日 - 永田町出張所を新設。
  - 1969年（昭和44年）9月15日 - 永田町出張所に東京消防庁初の特別救助隊が発隊。

#### 九段出張所（廃止）
- 所在地 千代田区九段南2-2-17
- 管轄地 飯田橋1・2丁目、富士見1・2丁目、九段北1・2・3・4丁目、九段南1・2・3・4丁目、一ツ橋1丁目、北の丸公園
- 沿革
  - 1888年（明治21年）3月14日 - 麹町派出所が開所。
  - 1912年（明治45年）6月22日 - 麹町派出所が第三消防署九段出張所となる。
  - 1948年（昭和23年）9月1日 - 丸の内消防署の管轄なる。
  - 1951年（昭和26年）3月1日 - 九段出張所が丸の内消防署から移管されてくる。
  - 2013年（平成25年）4月1日 - 神田消防署駿河台出張所と統廃合し、「三崎町出張所」を設置。九段出張所は同日付で廃止となる。

### 神田消防署
- 所在地 千代田区外神田4-14-3

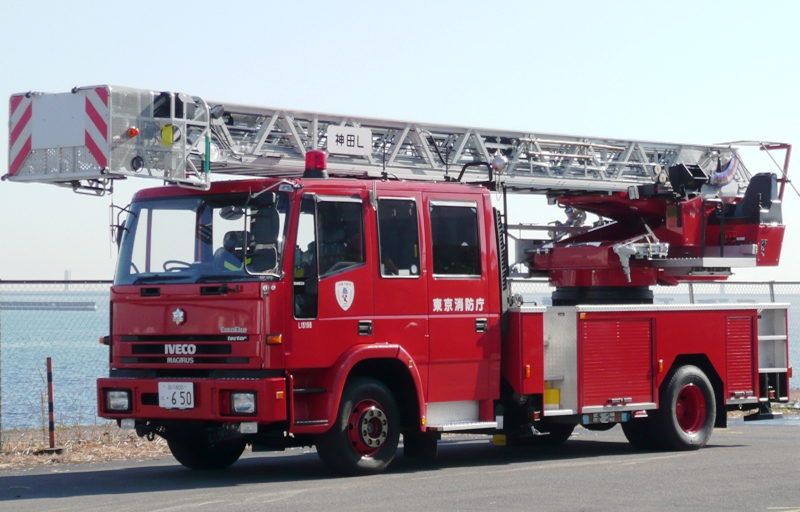
神田消防署のはしご車

- 管轄地 外神田1・2・3・4・5・6丁目、神田淡路町1・2丁目、神田須田町1・2丁目、神田錬塀町、神田花岡町、神田松永町、神田佐久間河岸、神田平河町、神田相生町、神田和泉町、東神田3丁目、神田小川町1・2丁目、神田佐久間町1・2・3・4丁目、神田駿河台1・2・3・4丁目、神田多町2丁目、神田鍛冶町3丁目、岩本町3丁目、神田岩本町、猿楽町1・2丁目
- 沿革
  - 1925年（大正15年）7月 - 警視庁消防部神田消防署として千代田区神田淡路町1-12に新設。
  - 1939年（昭和14年）10月 - 岩本町出張所が開所。
  - 1942年（昭和17年）6月 - 鍛冶町派出所が開所。
  - 1948年（昭和23年）3月7日 - 警視庁消防部神田消防署より、東京消防本部神田消防署となる
  - 1948年（昭和23年）5月 - 東京消防庁神田消防署となった。
  - 1951年（昭和26年）3月1日 - 丸の内消防署から分離独立
  - 1951年（昭和26年）3月1日 - 駿河台出張所、鍛冶町出張所及び須田町分遣所が丸ノ内消防署から移管される。
  - 1978年（昭和53年）11月12日 - 神田消防署少年団発足
  - 1989年（平成元年）4月 - 神田防火婦人会発足
  - 1995年（平成7年）2月 - 神田消防署災害時支援ボランティア発足
  - 2004年（平成16年）7月 - 神田消防署が千代田区外神田4-14-3に移転する。

#### 駿河台出張所（廃止）
- 所在地 千代田区神田小川町3-8
- 管轄地 神田小川町3丁目、西神田1・2・3丁目、三崎町1・2・3丁目、神田神保町1・2・3丁目、一ツ橋2丁目
- 沿革
  - 1948年（昭和23年）9月1日 - 丸ノ内消防署の下に移管した。
  - 1951年（昭和26年）3月1日 - 神田消防署の下に移管した。
  - 2013年（平成25年）4月1日 - 麹町消防署九段出張所と統廃合し、「三崎町出張所」を設置。駿河台出張所は同日付で廃止となる。

#### 鍛冶町出張所
- 所在地 千代田区鍛冶町2-3-2
- 管轄地 鍛冶町1・2丁目、神田司町2丁目、内神田1・2・3丁目、神田紺屋町、神田東紺屋町、神田北乗物町、神田富山町、神田東松下町、神田西福田町、神田美倉町、神田美土代町、岩本町1・2丁目、東神田1・2丁目、神田錦町1・2・3丁目
- 沿革
  - 1942年（昭和17年）6月 - 鍛冶町派出所が開所。
  - 1948年（昭和23年）9月1日 - 丸ノ内消防署の下に移管した。
  - 1951年（昭和26年）3月1日 - 神田消防署の下に移管した。

#### 三崎町出張所
- 所在地 千代田区三崎町3-3-9
- 管轄地 神田小川町3丁目、西神田1・2・3丁目、三崎町1・2・3丁目、神田神保町1・2・3丁目、一ツ橋2丁目、神田駿河台1・2丁目、猿楽町1・2丁目
- 沿革　　　　
  - 2013年（平成25年）4月1日 - 神田消防署駿河台出張所と麹町消防署九段出張所を統廃合し開所する。

### 京橋消防署
- 所在地 中央区京橋3-14-1
- 管轄地 八重洲2丁目、京橋1・2・3丁目、新富1・2丁目、銀座1・2丁目、八丁堀1・2・3・4丁目、新川1・2丁目

#### 築地出張所
- 所在地 中央区明石町1番27号
- 管轄地 築地1・2・3・4・5・6・7丁目、明石町、浜離宮庭園、湊1・2・3丁目、入船1・2・3丁目

#### 銀座出張所
- 所在地 中央区銀座七丁目11番17号
- 管轄地 銀座3・4・5・6・7・8丁目

### 日本橋消防署
- 所在地 中央区日本橋兜町14-12
- 管轄地 八重洲1丁目、日本橋1・2・3丁目、日本橋兜町、日本橋茅場町1・2・3丁目、日本橋箱崎町、日本橋小網町、日本橋中洲、日本橋本石町1・2・3・4丁目、日本橋室町1・2・3・4丁目、日本橋本町1・2・3・4丁目、日本橋小舟町、日本橋小伝馬町、日本橋大伝馬町、日本橋浜町1・2・3丁目、日本橋馬喰町1・2丁目、日本橋掘留町1・2丁目、日本橋久松町、東日本橋1・2・3丁目、日本橋富沢町、日本橋横山町、日本橋人形町1・2・3丁目、日本橋蛎殻町1・2丁目
- 沿革　1881(明治14)年6月1日に警視庁消防本署が消防分署第一分署（日本橋区坂本町40番地）を設立した。管轄は神田区、日本橋区、京橋区の全域。

#### 人形町出張所
- 所在地 中央区日本橋人形町2-27-8

#### 堀留出張所
- 所在地 中央区日本橋堀留町1-2-6

#### 浜町出張所

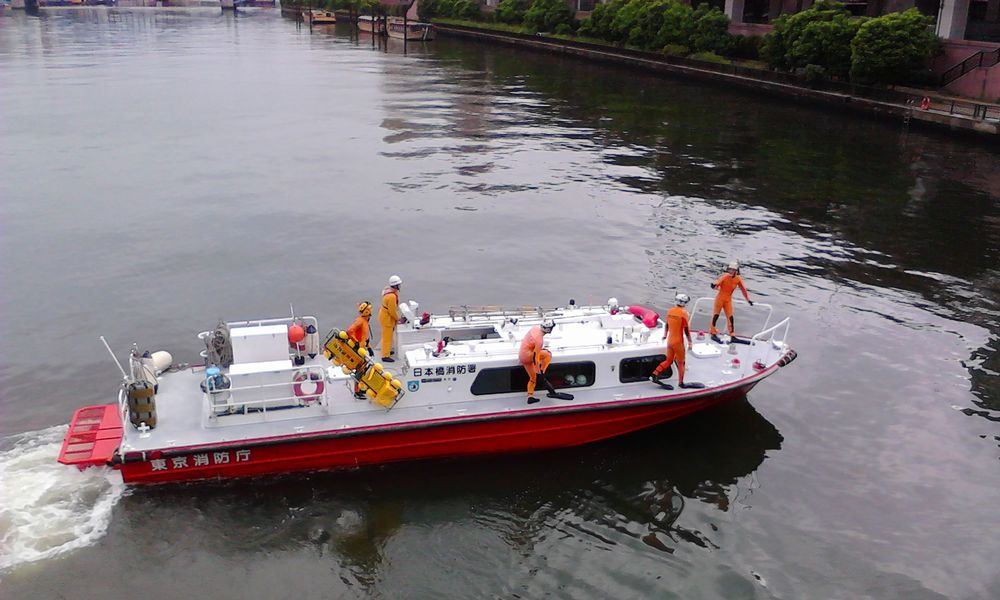
隅田川の厩橋付近で活動中の『はまかぜ』。2012年6月11日撮影。橋と干渉しないようにマストが折りたたまれている。

- 所在地 中央区日本橋浜町3-45-12
- 消防艇 はまかぜ きよす
- 浜町水難救助隊

### 臨港消防署
- 所在地 中央区晴海5-8-20

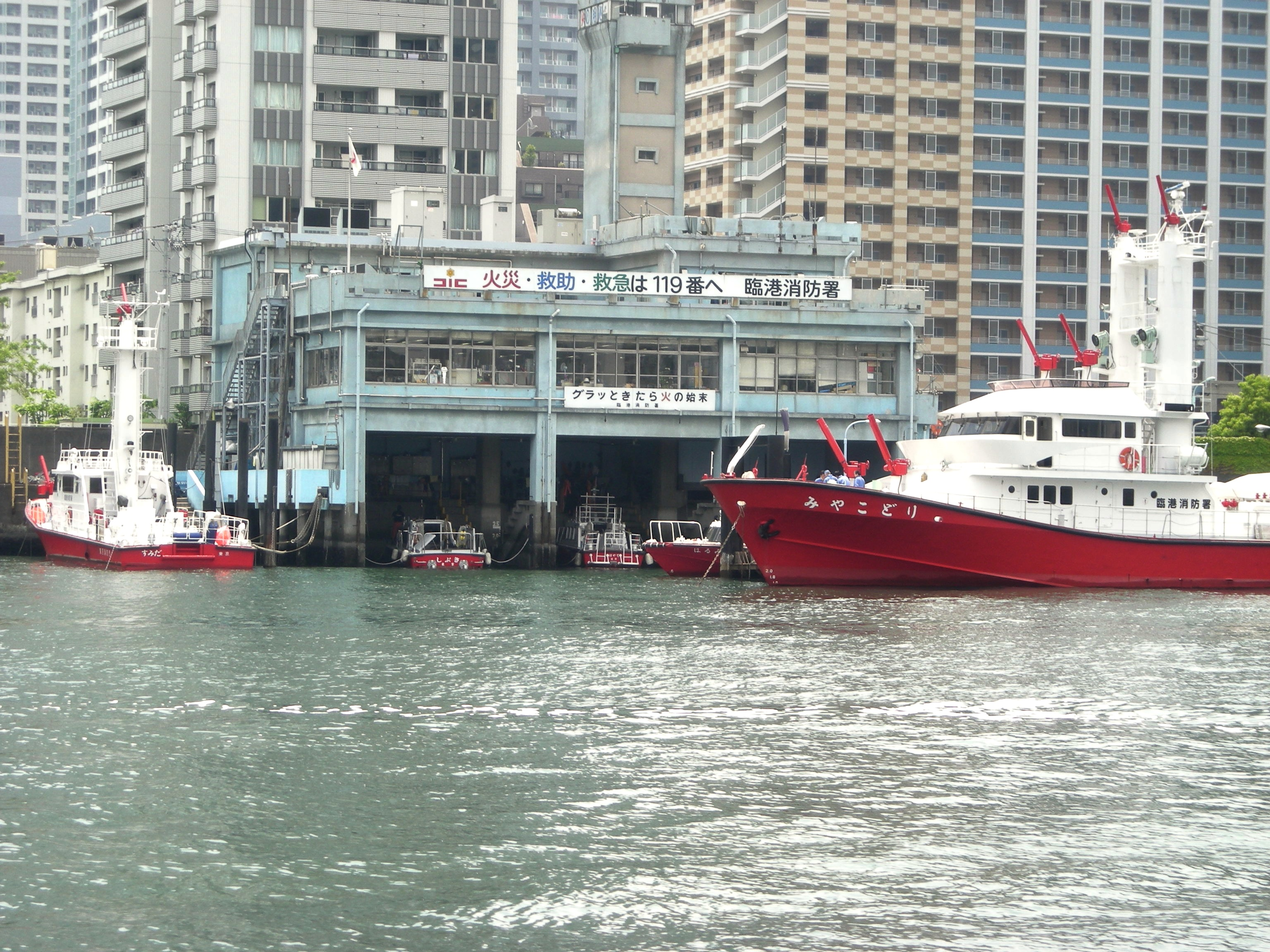
臨港消防署（2008年5月17日撮影）

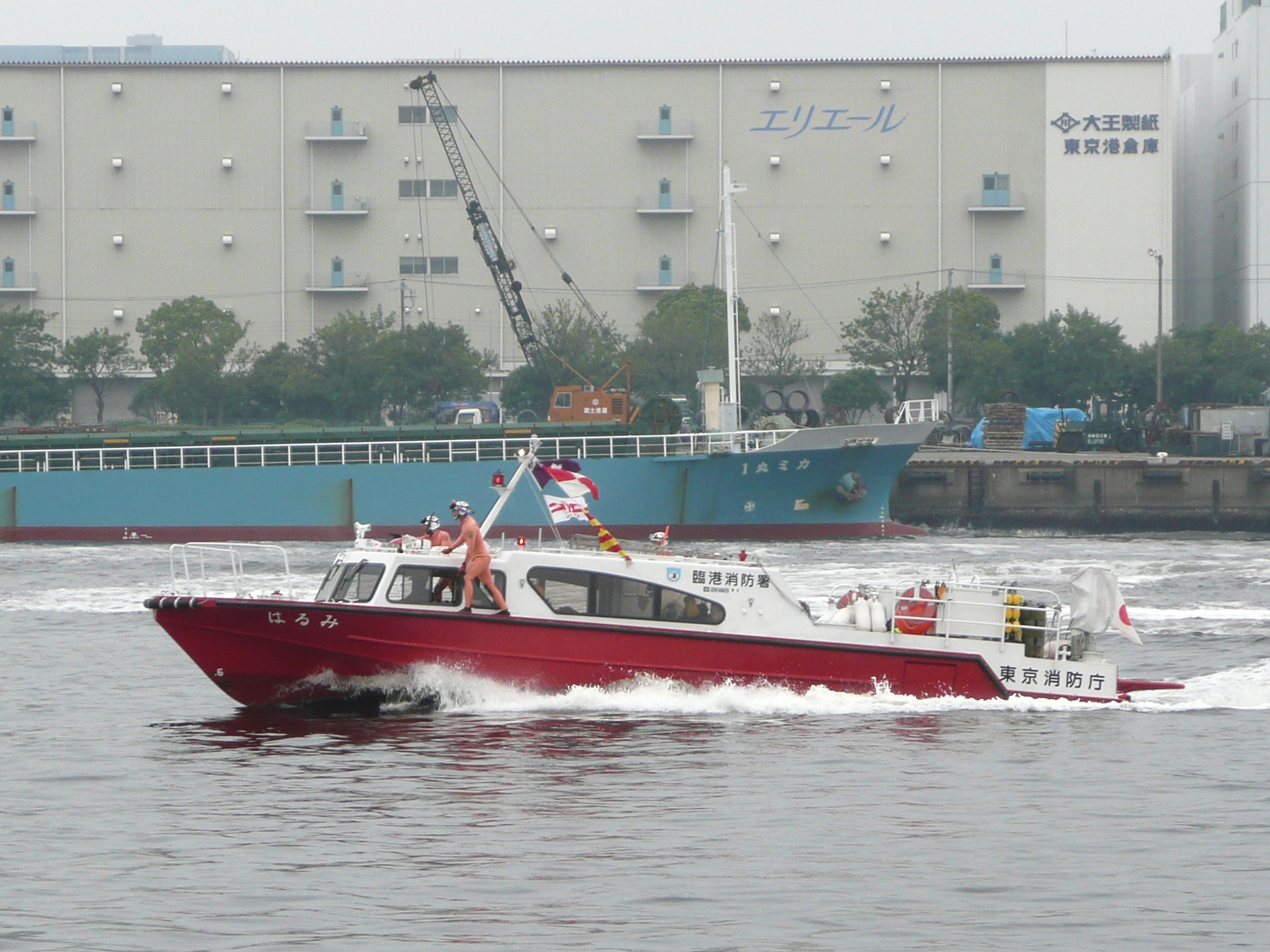
臨港消防署の救助艇『はるみ』

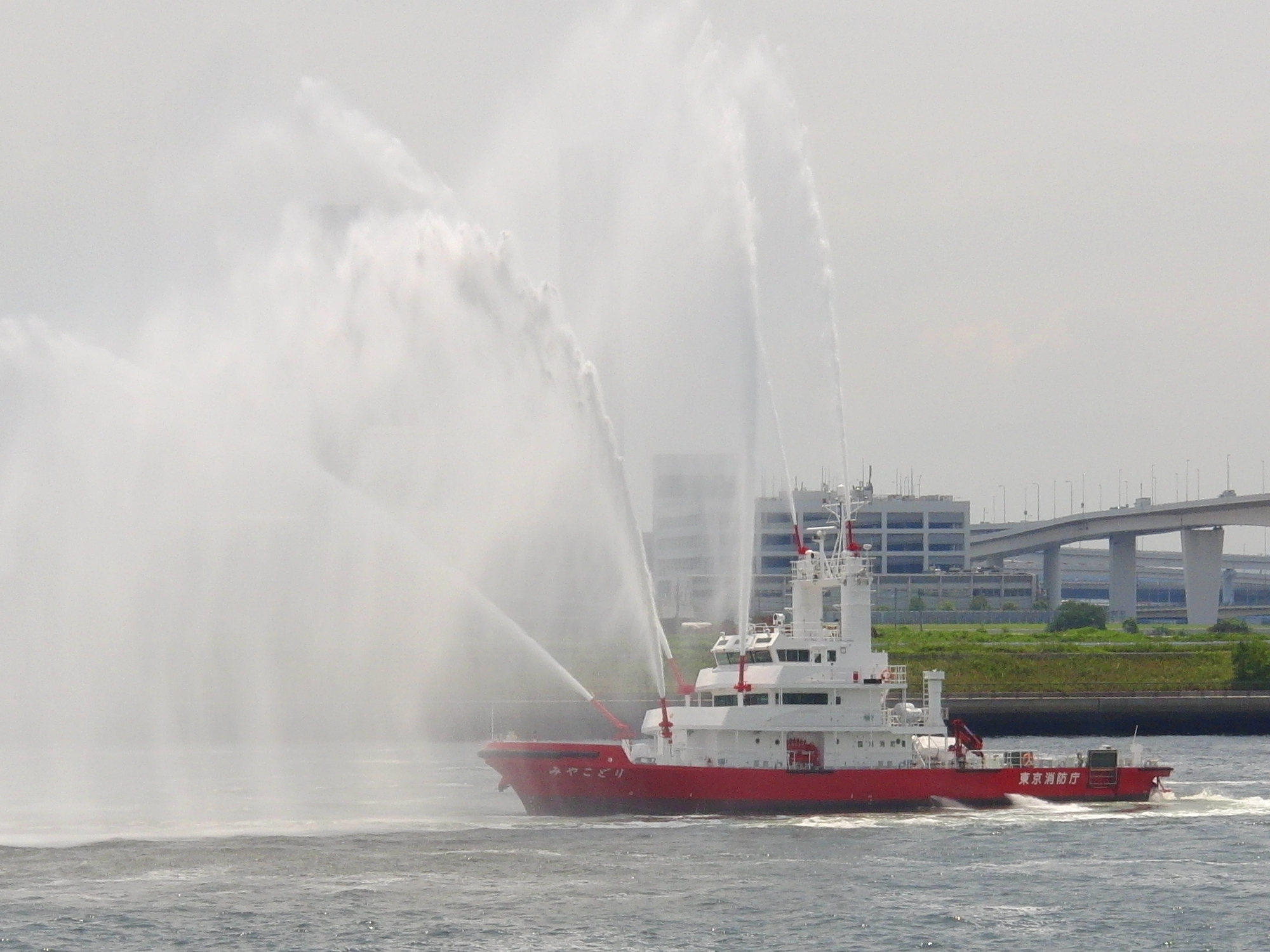
消火演技中の臨港消防署の消防艇『みやこどり』（4代目）

- 管轄地 勝どき、月島、佃、豊海町、晴海、海の森、中央防波堤外側その1埋立地、中央防波堤外側その2埋立地、港則法施行規則（昭和23年運輸省令第29号）別表第1に規定する京浜港東京区の港域内海面及び水面（新砂水門、あけぼの水門、辰巳水門、東雲水門及び豊洲水門により囲まれた水面、都道首都高速1号線の東端以西の水面並びに一級河川海老取川の水面を除く。）並びに同令別表第2に規定する京浜港の東京東航路及び東京西航路の区域内海面
- 沿革
  - 1948年（昭和23年）3月7日 - 警視庁消防部東京水上消防署より、東京消防本部東京水上消防署となる。
  - 1948年（昭和23年）5月1日 - 東京消防庁東京水上消防署となった。
  - 1969年（昭和44年）4月1日 - 東京水上消防署は臨港消防署に改称。
  - 1974年（昭和49年）10月23日 - 臨港消防署に水難救助隊設置。
  - 2009年（平成21年）8月3日 - 旧庁舎建て替えに伴い仮移転
  - 2019年（令和元年）7月1日 - 新庁舎に移転

#### 月島出張所
- 所在地 中央区勝どき4-5-14
- 沿革
  - 1969年（昭和44年）4月1日 - 京橋消防署から臨港消防署の管轄に転属。（勝どき1-6-7）
  - 1978年（昭和53年）12月15日 - 現在地に移転

### 芝消防署
- 所在地 港区東新橋2-13-7

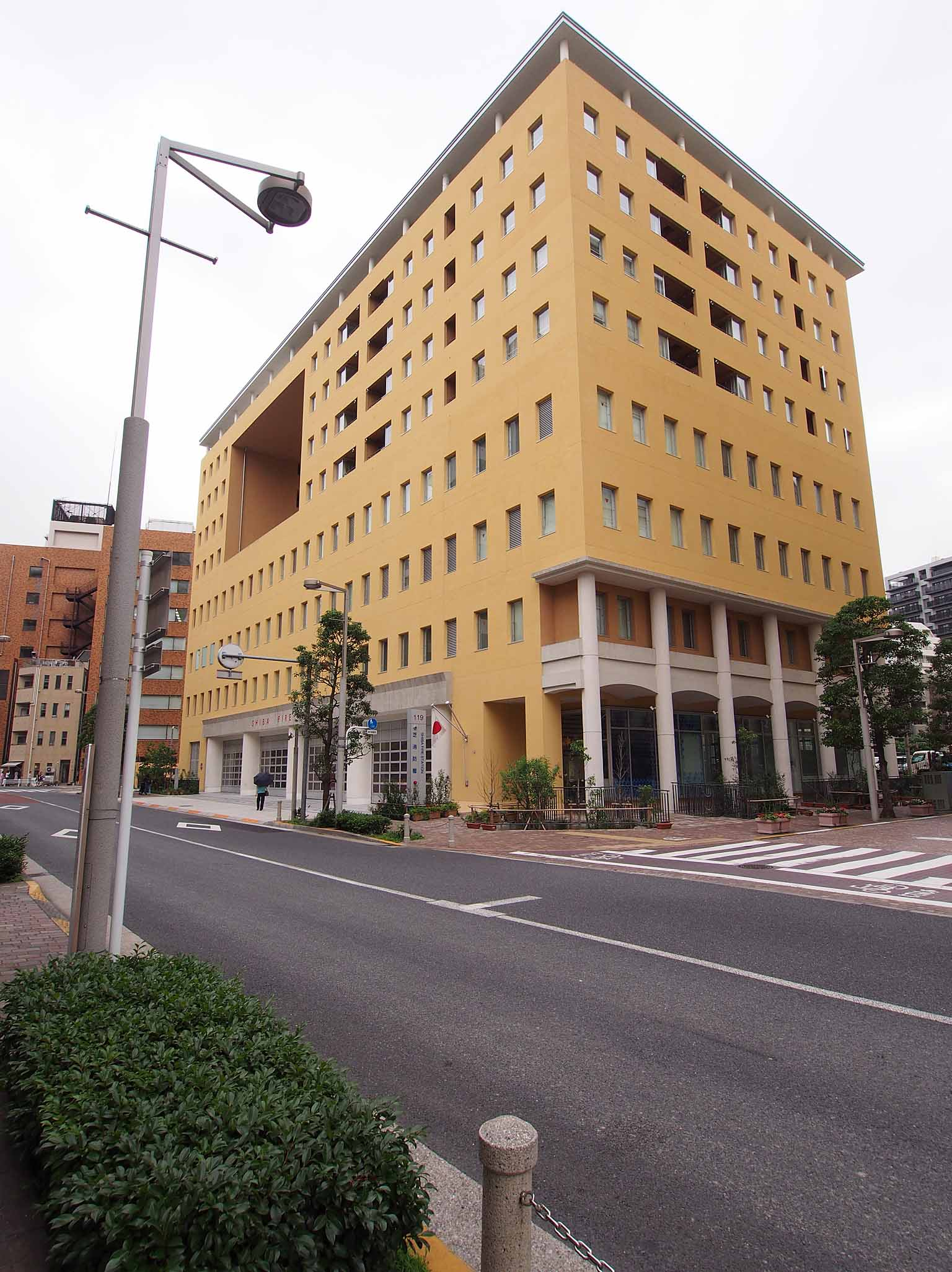
芝消防署（2016年7月5日撮影）

- 管轄地 新橋1・2・3・4・5・6丁目、東新橋1・2丁目、西新橋1・2・3丁目、愛宕1・2丁目、虎ノ門1・2・3・4・5丁目(2丁目1番2番10番を除く)、芝公園1・2・3・4丁目、芝大門1・2丁目、浜松町1・2丁目
- 沿革
  - 1881年（明治14年）6月1日 - 消防第二分署を芝区宮本町29番巡査分遣所に設置
  - 1884年（明治17年）1月 - 消防第二分署を現在地（芝区愛宕町3-6）に移転
  - 1919年（大正8年）8月 - 三田出張所を現在地（芝区三田2-2）に設置
  - 1924年（大正13年）3月 - 将監橋出張所を芝区片門前町3、将監橋脇に設置
  - 1926年（大正15年）7月 - 芝消防署と改称
  - 1927年（昭和2年）12月 - 芝浦出張所を芝区南浜18番地に設置
  - 1939年（昭和14年）3月 - 防護団と消防組を改組統合し、警防団を設置
  - 1942年（昭和17年）12月 - 巴町派出所を芝区西久保巴町31番地に設置
  - 1947年（昭和22年）2月 - 第三救急隊が配置、救急業務開始
  - 1947年（昭和22年）12月 - 芝消防団が発足
  - 1948年（昭和23年）3月 - 東京消防本部芝消防署と改称
  - 1948年（昭和23年）5月 - 東京消防庁芝消防署と改称
  - 1973年（昭和48年）3月 - 現在の芝消防署庁舎が落成
  - 1976年（昭和51年）4月 - 芝特別救助隊運用開始
  - 1979年（昭和54年）4月 - 将監橋、巴町の両出張所廃止
  - 2005年（平成17年）8月 - 芝浦特別消火中隊発隊
  - 2015年（平成27年）10月 - 庁舎を東新橋2丁目・汐留イタリア街に移転[1]

#### 芝浦出張所
- 所在地 港区海岸3-4-14
- 管轄地 海岸2・3丁目、芝浦1・2・3・4丁目、台場1・2丁目
- 沿革
  - 1927年（昭和2年）12月 - 芝浦出張所を芝区南浜18番地に設置

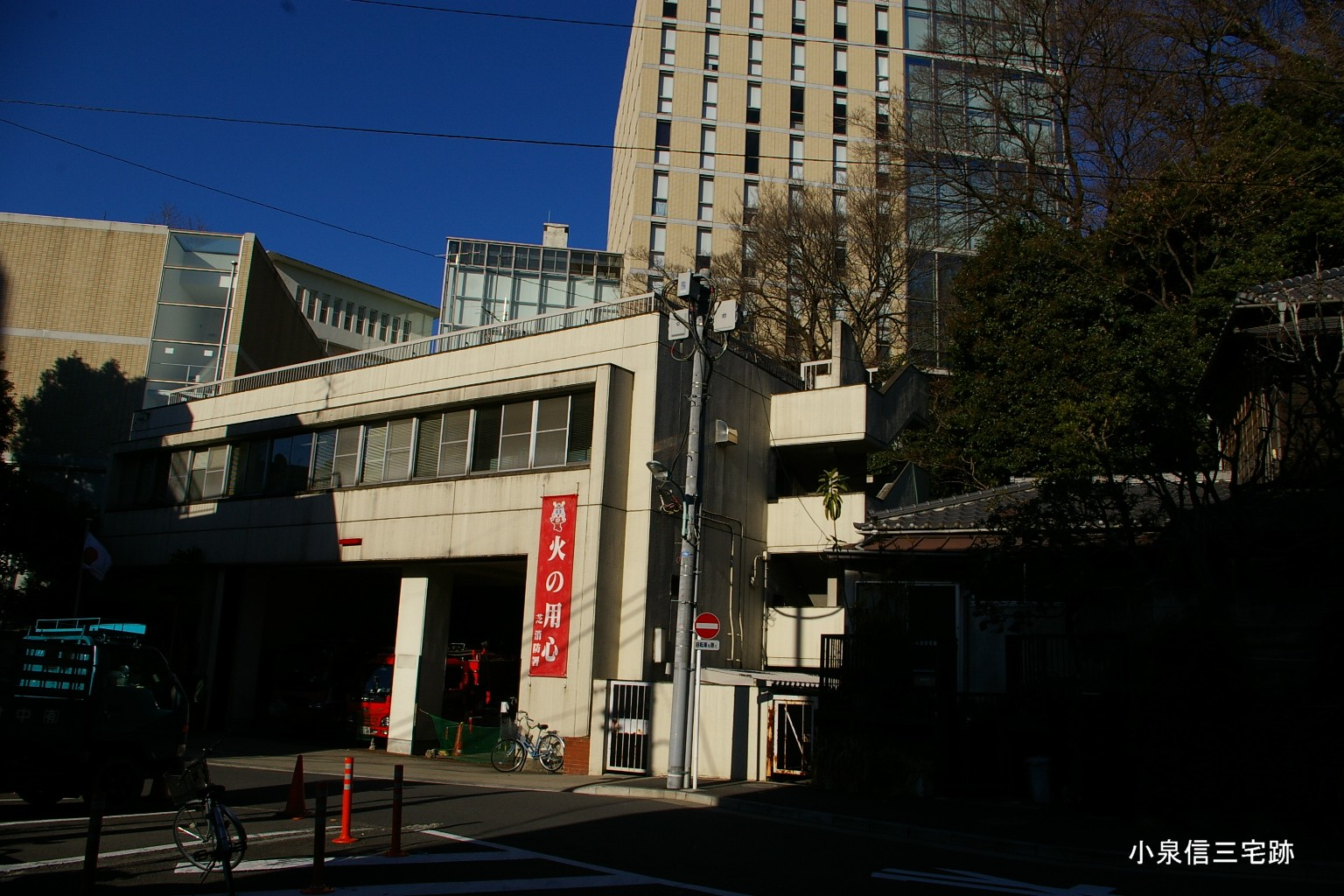
三田出張所

#### 三田出張所
- 所在地 港区三田2-15-53
- 管轄地 芝1・2・3・4・5丁目、三田1・2・3・4・5丁目
- 沿革
  - 1919年（大正8年）8月 - 三田出張所を現在地（芝区三田2-2）に設置

### 麻布消防署
- 所在地 港区元麻布3-4-42
- 管轄地 西麻布1・2・3・4丁目、南麻布1・2・3・4・5丁目、元麻布2・3丁目、六本木2・3・4・5・6・7丁目

#### 飯倉出張所
- 所在地 港区東麻布1-30-5
- 管轄地 東麻布1・2・3丁目、元麻布1丁目、麻布台1・2・3丁目、麻布十番1・2・3・4丁目、麻布永坂町、麻布狸穴町、六本木1丁目

### 赤坂消防署
- 所在地 港区南青山2-16-9

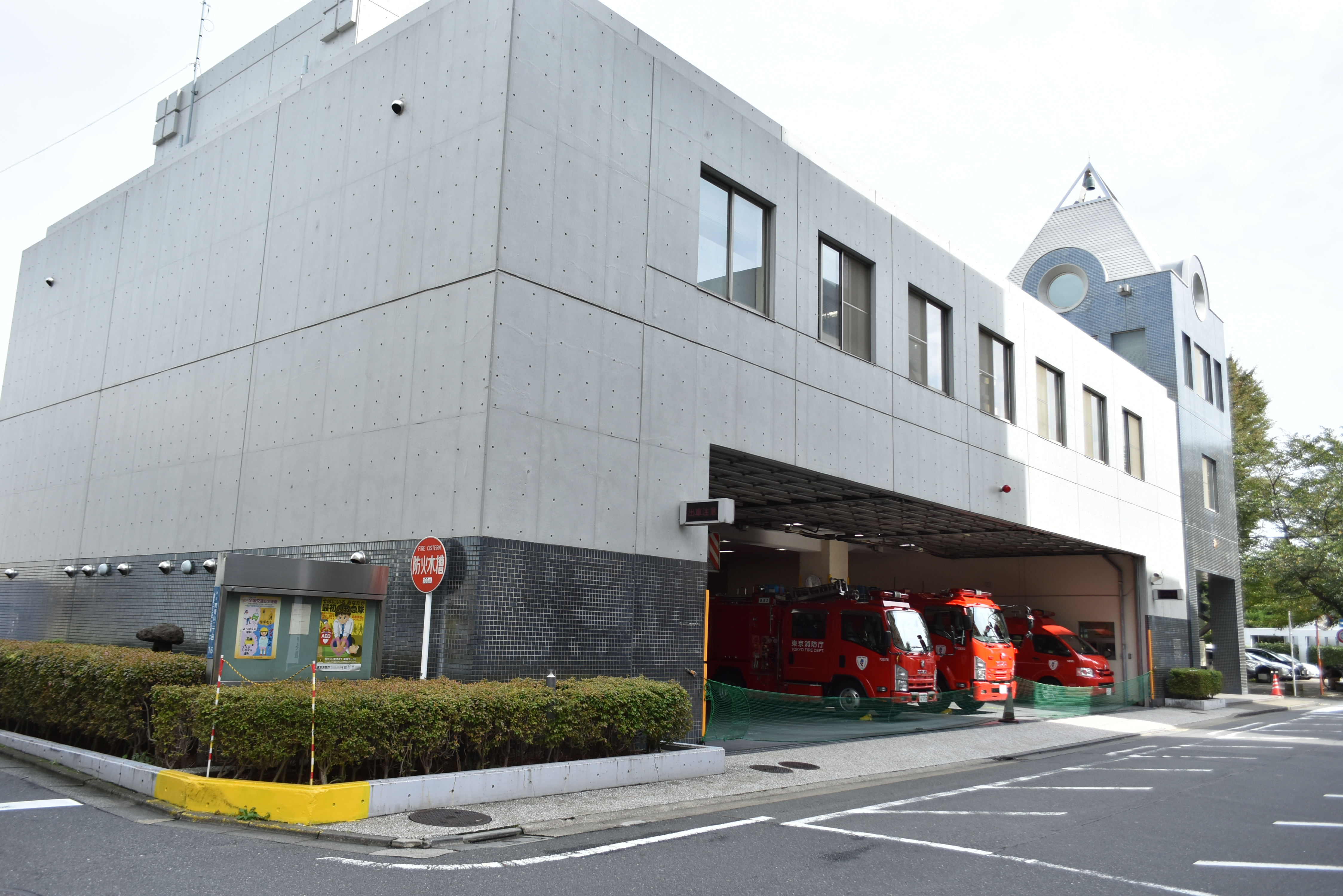
赤坂消防署（2018年9月22日撮影）

- 管轄地 元赤坂1・2丁目、赤坂1・2・3・4・5・6・7・8・9丁目、南青山1・2・3・4・5・6・7丁目、北青山1・2・3丁目、虎ノ門2丁目(1・2・10番)
- 化学機動中隊
- 沿革
  - 1924年（大正13年）9月30日 - 第三消防署青山出張所が第三消防署青山分署に改称発足。
  - 1924年（大正13年）9月30日 - 第三消防署新町派出所は第三消防署青山分署新町出張所に改称発足。
  - 1926年（大正15年）7月1日 - 第三消防署青山分署から赤坂消防署に改称昇格。
  - 1926年（大正15年）7月1日 -  第三消防署青山分署新町出張所から赤坂消防署新町出張所となる。
  - 1943年（昭和18年）1月29日 - 赤坂消防署分室を赤坂青山南町55に設置。
  - 1948年（昭和23年）5月1日 - 東京消防本部赤坂消防署を東京消防庁赤坂消防署と改称。
  - 1979年（昭和54年）11月18日 - 赤坂消防少年団が団員32名を以って発足。
  - 1988年（昭和63年）3月5日 - 赤坂防火協会から防火婦人部が独立して赤坂防火婦人会が設立発足。
  - 1991年（平成3年）10月15日 - 幼年消防クラブが発足。
  - 2006年（平成18年）4月18日 - 赤坂化学機動中隊が発足。
  - 2006年（平成18年）8月4日 - 新町出張所に特別消火中隊が発足。

#### 新町出張所
- 所在地 港区赤坂6-17-6
- 管轄地
- 新町特別消火中隊
- 沿革
  - 1924年（大正13年）9月30日 - 第三消防署新町派出所は第三消防署青山分署新町出張所に改称発足。
  - 1926年（大正15年）7月1日 - 第三消防署青山分署新町出張所から赤坂消防署新町出張所となる。
  - 2006年（平成18年）8月4日 - 新町出張所に特別消火中隊が発足。

### 高輪消防署
- 所在地 港区白金2-4-12
- 管轄地 高輪1丁目、白金1・2・3・4丁目、白金台1・2・3丁目
- 沿革
  - 1908年（明治41年）7月 - 芝区二本榎町1-15に第二消防署二本榎派出所として発足。
  - 1926年（大正15年）7月 - 芝消防署高輪出張所に改称。
  - 1933年（昭和8年）12月 - 高輪消防署に昇格改称。
  - 1942年（昭和17年）6月 - 芝区白金三光町173に三光出張所を設置。
  - 1942年（昭和17年）12月 - 芝区高浜町10に高浜出張所を設置。
  - 1944年（昭和19年）1月 - 芝区老増町2に志田町派出所を設置。
  - 1948年（昭和23年）10月 - 高輪消防署は高輪派出所に降格し麻布消防署の管轄に。及び三光、志田町出張所は麻布消防署へ、高浜出張所は品川消防署へ転属。
  - 1951年（昭和26年）3月 - 高輪出張所は高輪消防署に再度昇格、三光、志田町及び高浜出張所を高輪消防署へ転属。
  - 1965年（昭和40年）11月 - 高浜出張所が港南出張所に改称。
  - 1984年（昭和59年）10月 - 高輪消防署本署が港区白金2-4-12に移転し、志田町出張所は廃止し、従来の本署を二本榎出張所に改称。
  - 2006年（平成18年）4月 - 全国初の女性消防署長が高輪消防署に着任。
  - 2006年（平成18年）8月 - 高輪特別消火中隊が発隊。

#### 三光出張所
- 所在地 港区白金5-12-11
- 管轄地 白金5・6丁目、白金台4・5丁目
- 沿革
  - 1942年（昭和17年）6月 - 芝区白金三光町173に三光出張所を設置。
  - 1948年（昭和23年）10月 - 高輪消防署の出張所降格に伴い麻布消防署の管轄になる。
  - 1951年（昭和26年）3月 - 高輪出張所の再昇格に伴い高輪消防署へ転属。

#### 志田町出張所
- 沿革
  - 1944年（昭和19年）1月 - 芝区老増町2に志田町派出所を設置。
  - 1948年（昭和23年）10月 - 高輪消防署の出張所降格に伴い麻布消防署の管轄になる。
  - 1951年（昭和26年）3月 - 高輪出張所の再昇格に伴い高輪消防署へ転属。
  - 1984年（昭和59年）10月 - 高輪消防署の移転に伴い、志田町出張所は廃止となった。

#### 港南出張所
- 所在地 港区港南5-8-34
- 管轄地 港南1・2・3・4・5丁目
- 沿革
  - 1942年（昭和17年）12月 - 芝区高浜町10に高浜出張所を設置。
  - 1948年（昭和23年）10月 - 高輪消防署の出張所降格に伴い麻布消防署の管轄になる。
  - 1951年（昭和26年）3月 - 高輪出張所の再昇格に伴い高輪消防署へ転属。
  - 1965年（昭和40年）11月 - 港南出張所に改称。

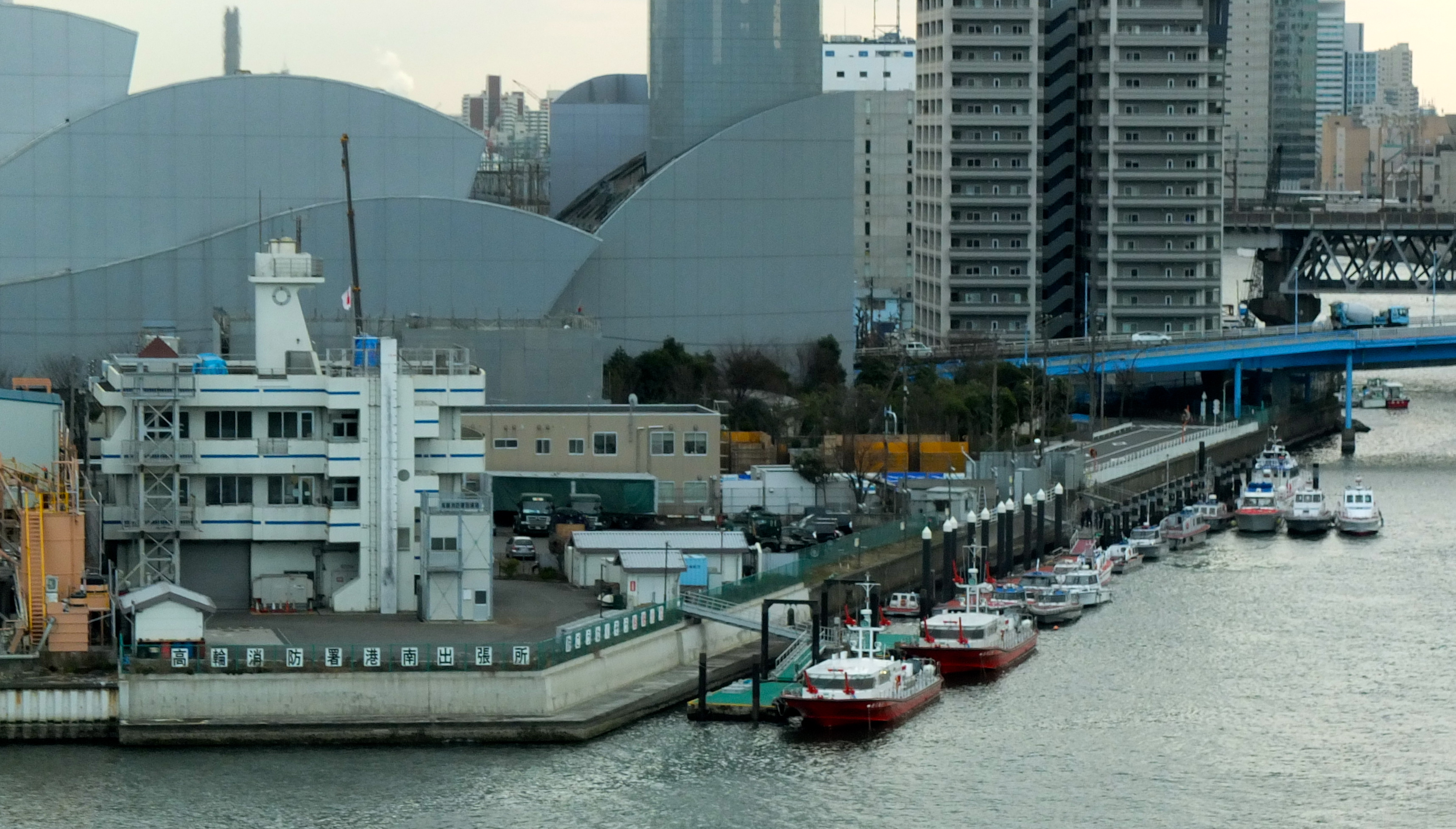
高輪消防署港南出張所
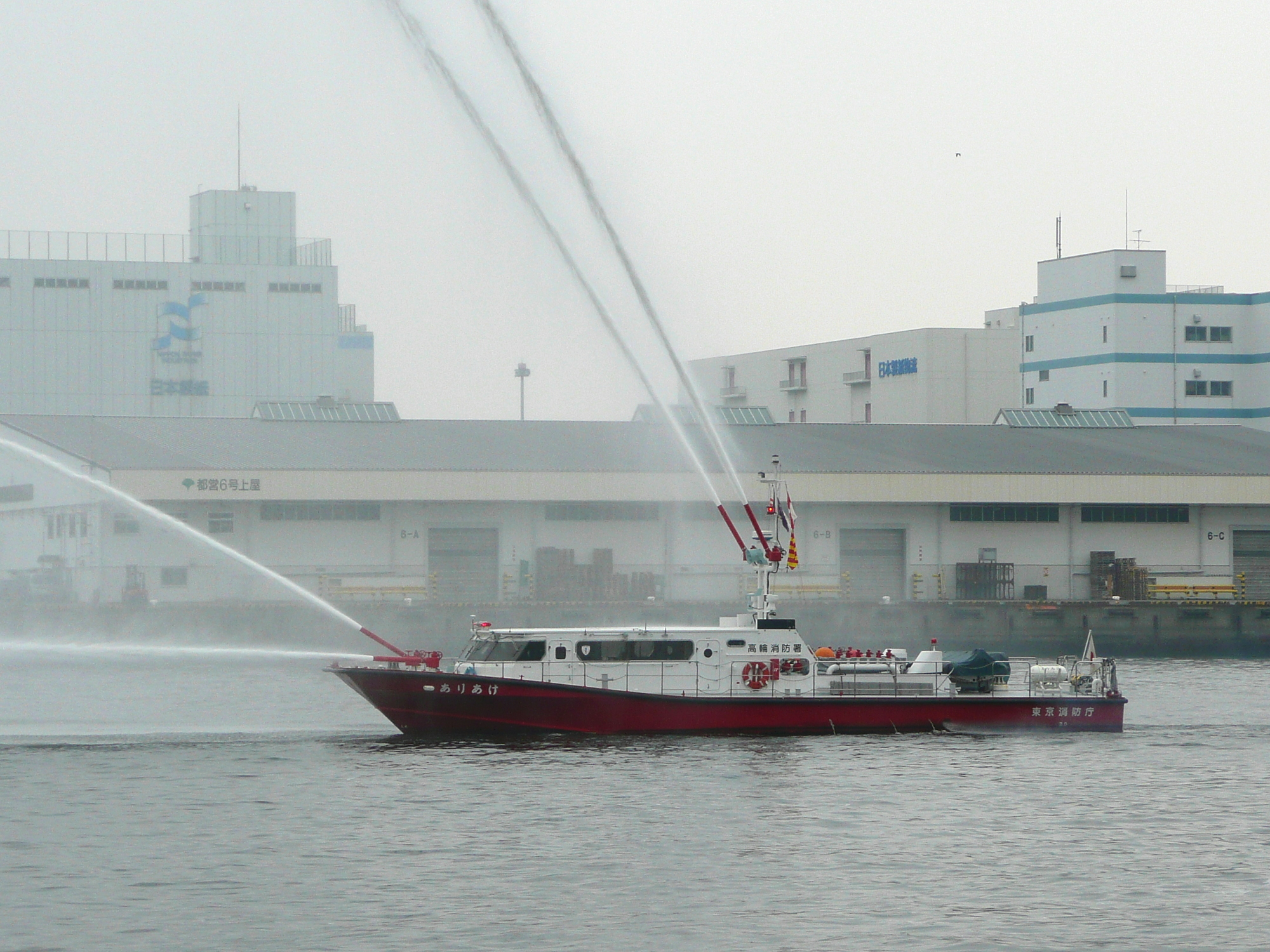
化学消防艇『ありあけ』

#### 二本榎出張所
- 所在地 港区高輪5-6-17
- 管轄地 高輪2・3・4丁目
- 沿革
  - 1984年（昭和59年）10月22日 - 高輪消防署の本署が港区白金2-4に移転し、跡地が二本榎出張所となる。
  - 2010年（平成22年）3月 - 庁舎が東京都選定歴史的建造物となる。

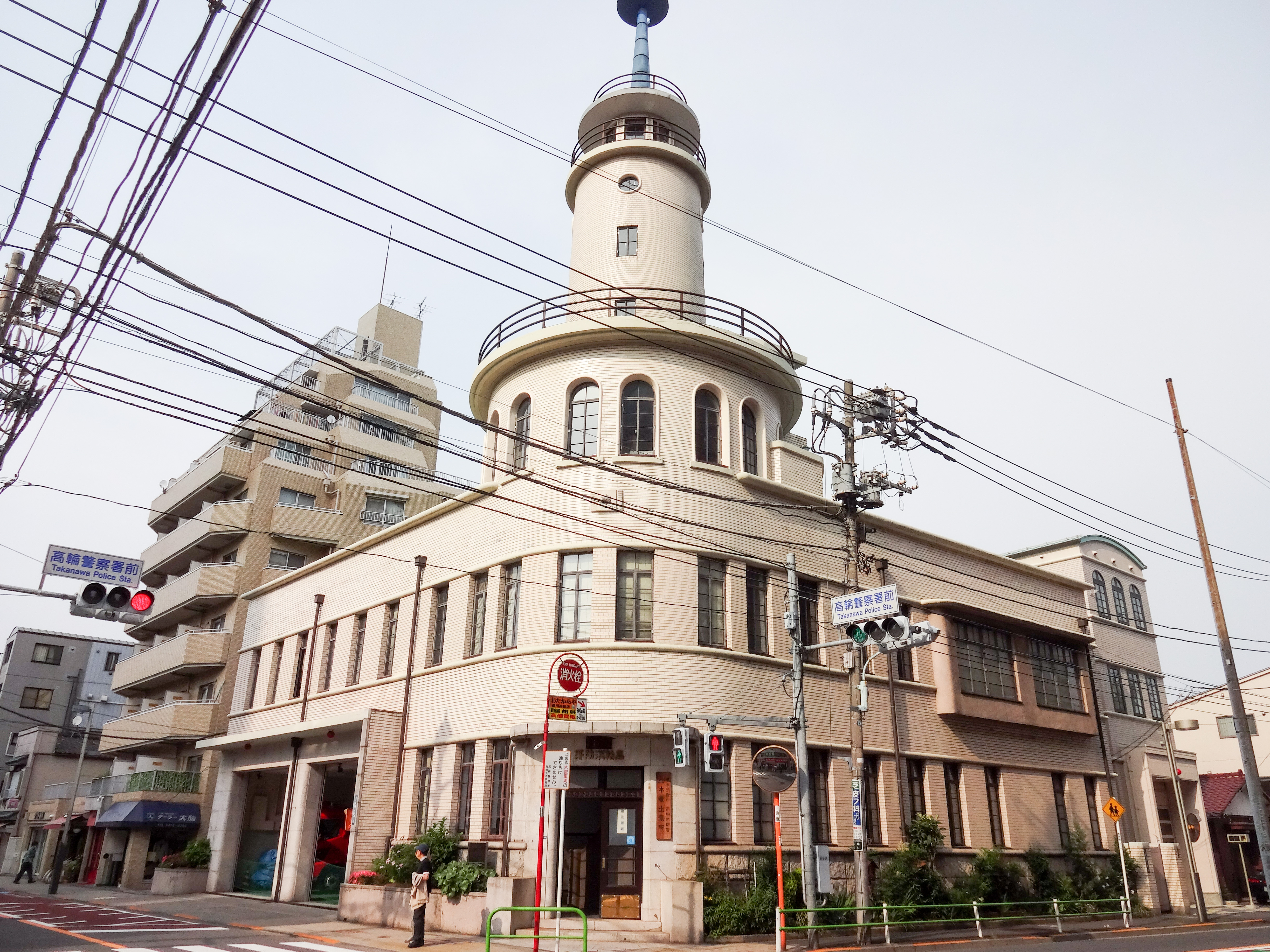
二本榎出張所

## その他

### 一日署長
- 中村獅童 - 2016年2月29日、麹町消防署。国立劇場での消防演習を指揮した。